# Ceratitis cuthbertsoni
Ceratitis cuthbertsoni är en tvåvingeart som först beskrevs av Munro 1936.  Ceratitis cuthbertsoni ingår i släktet Ceratitis och familjen borrflugor. Inga underarter finns listade i Catalogue of Life.